# Preston Deanery
Preston Deanery – osada w Anglii, w hrabstwie Northamptonshire, w dystrykcie (unitary authority) West Northamptonshire. Leży 6 km na południowy wschód od miasta Northampton i 91 km na północny zachód od Londynu. W 2010 miejscowość liczyła 51 mieszkańców.